# Claas Segebrecht
Claas Eyke Segebrecht ist ein professioneller deutscher Pokerspieler. Er gewann 2017 das Main Event der Master Classics of Poker und ist zweifacher Braceletgewinner der World Series of Poker.

## Persönliches
Segebrecht machte einen Bachelorabschluss in Wirtschaftswissenschaften und lebt in Budapest.

## Pokerkarriere

### Werdegang
Segebrecht spielt auf der Onlinepoker-Plattform PokerStars unter dem Nickname ssicK_OnE. Dort ist er dreifacher Titelträger der Spring Championship of Online Poker.
Seine erste Geldplatzierung bei einem Live-Turnier erzielte Segebrecht Mitte Januar 2013 in Edinburgh. Anfang September 2013 kam er beim Main Event der European Poker Tour in Barcelona ins Geld und belegte den mit 10.000 Euro dotierten 143. Platz. Ende Juni 2014 war er erstmals bei der World Series of Poker (WSOP) im Rio All-Suite Hotel and Casino am Las Vegas Strip erfolgreich und wurde beim Monster-Stack-Event, das in der Variante No Limit Hold’em gespielt wird, Vierter von ursprünglich 7862 Spielern. Dafür erhielt Segebrecht ein Preisgeld von mehr als 450.000 US-Dollar. Anfang Oktober 2016 gewann er das High-Roller-Event des WSOP-Circuit in Berlin mit einer Siegprämie von knapp 45.000 Euro. Anfang März 2017 wurde Segebrecht beim Aria High Roller im Aria Resort & Casino am Las Vegas Strip hinter Jake Schindler Zweiter und erhielt rund 200.000 US-Dollar. Wenige Tage später belegte er beim Wynn Spring Classic im Wynn Las Vegas den dritten Platz und sicherte sich knapp 150.000 US-Dollar. Bei der im King’s Resort in Rozvadov ausgespielten World Series of Poker Europe wurde Segebrecht Anfang November 2017 Dritter beim High-Roller-Event und erhielt mehr als 320.000 Euro. Zwei Wochen später gewann er das Main Event der Master Classics of Poker in Amsterdam mit einer Siegprämie von rund 235.000 Euro. Ende Oktober 2019 erreichte Segebrecht beim Main Event der World Series of Poker Europe in Rozvadov den Finaltisch und belegte nach verlorenem Heads-Up gegen den Griechen Alexandros Kolonias den mit rund 700.000 Euro dotierten zweiten Platz. Bei der World Series of Poker Online gewann er Ende August 2022 bei GGPoker das Every 1 for War Relief und sicherte sich ein Bracelet sowie eine Auszahlung von über 100.000 US-Dollar. Im September 2022 entschied er bei derselben Turnierserie das Beat the Pros für sich und erhielt sein zweites Bracelet und insgesamt über 160.000 US-Dollar.
Insgesamt hat sich Segebrecht mit Poker bei Live-Turnieren mindestens 2,5 Millionen US-Dollar erspielt.

### Braceletübersicht
Segebrecht kam bei der WSOP 53-mal ins Geld und gewann zwei Bracelets:
| Jahr   | Buy-in (in $) | Turnier                              | Teilnehmer | Preisgeld (in $) |
| ------ | ------------- | ------------------------------------ | ---------- | ---------------- |
| 2022 O | 1111          | GGPoker.com – Every 1 for War Relief | 0730       | 102.152          |
| 2022 O | 1050          | GGPoker.com – Beat the Pros          | 1318       | 054.315          |